# Pélardon
Il pélardon è un formaggio francese originario delle Cevenne, nella regione della Linguadoca-Rossiglione.

## Descrizione
Il pélardon è un formaggio a base di latte caprino e a pasta molle. Ha un diametro di 60/70 mm, è alto 22/27 mm e pesa circa 60 g. Il pélardon ha un'Appellation d'origine contrôlée.